# Lindsey (Lincolnshire)

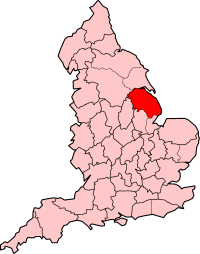
Lindsey als Verwaltungsgrafschaft (1888–1974)

Lindsey ist einer der traditionellen Gebietsteile der Grafschaft Lincolnshire in England. Die anderen Gebiete sind Holland und Kesteven. 
Der Name geht auf das Königreich Lindsey aus der Zeit der Heptarchie zurück. Das Gebiet war von 1888 bis 1974 eine Verwaltungsgrafschaft. Diese wurde sodann ebenso wie die Verwaltungsgrafschaften Holland und Kesteven aufgelöst; dafür erhielt die traditionelle Grafschaft Lincolnshire nun erstmals den Status einer Verwaltungsgrafschaft. Allerdings wurden die dicht besiedelten Gebiete Lindseys der neu gebildeten Grafschaft Humberside zugeteilt. Diese wiederum wurde 1996 aufgelöst; ihr Gebiet wurde in zwei Unitary Authorities, nämlich North Lincolnshire und North East Lincolnshire aufgeteilt.
Lindsey war traditionell in drei Gebiete, sog. Ridings (West, North und South Riding) unterteilt.
Auf dem Gebiet von Lindsey liegen die Ortschaften:
- Cleethorpes
- Gainsborough
- Grimsby
- Lincoln
- Market Rasen
- Scunthorpe
- Skegness